# SMモール・オブ・アジア

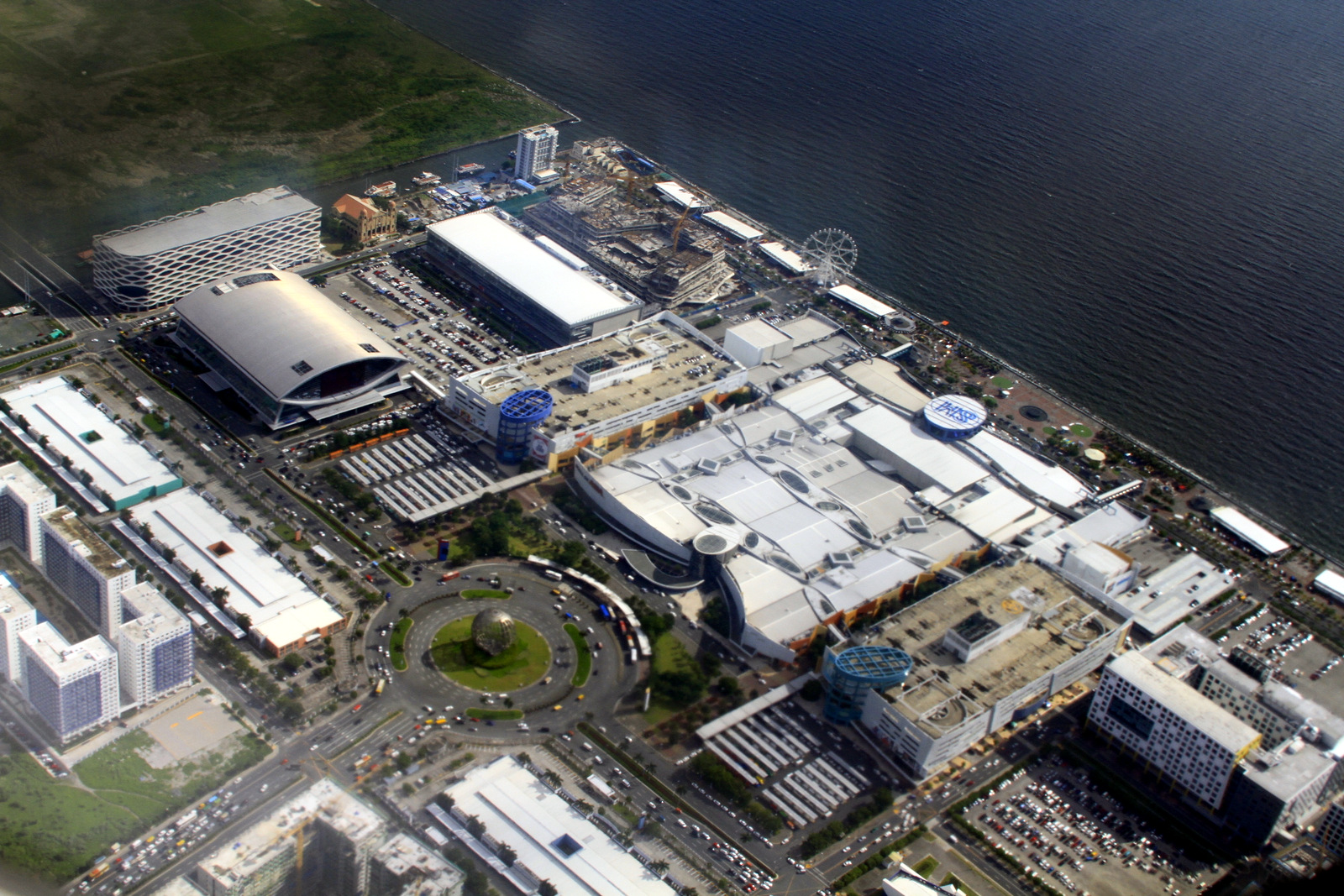
SMモール・オブ・アジア全景

SMモール・オブ・アジア（エスエムモール・オブ・アジア、英語: SM Mall of Asia、通称: MoA（モア））は、フィリピン・マニラ首都圏のパサイのベイシティにあるフィリピン最大の大型商業施設。運営はSMプライムホールディングスである。世界のショッピングモール床面積ランキングでは3位である。エドゥサ通りの南端に位置している。

## 施設概要
2006年5月21日に開業。ショッピングセンターだけでなく、シネマコンプレックス、会議場、展示場、観覧車、アリーナなどが存在している。

## SMモール・オブ・アジア・アリーナ
SMモール・オブ・アジア・アリーナは同施設内にある多目的アリーナ。2012年6月に開業し、バスケットボールやボクシング、テニス、コンサートなど多様に使われている。